# توافقنامه دوحه (۲۰۲۰)
موافقت نامه آوردن صلح به افغانستان یا توافقنامه دوحه پیمان صلحی بود که در ۲۹ فوریه ۲۰۲۰ بین ایالات متحده آمریکا و گروه طالبان در دوحه، قطر امضا شد تا به جنگ ۲۰۲۱–۲۰۰۱ در افغانستان پایان دهد. مفاد این پیمان شامل «خروج تمام نیروهای آمریکایی و ناتو از افغانستان»، «تعهد طالبان برای جلوگیری از فعالیت القاعده در مناطق تحت کنترل‌شان» و «مذاکرات بین طالبان و جمهوری اسلامی افغانستان» بود.
حکومت وقت افغانستان در این توافق که برای آمریکا توسط زلمی خلیل‌زاد برای دولت ترامپ مذاکره شد، درگیر نبود. این توافقنامه که حاوی بندهای محرمانه‌ای بود، از رخدادهای مهمی بود که منجر به فروپاشی نیروهای امنیت ملی افغانستان شد. آمریکا در پایبندی به شرایط این توافقنامه شمار حملات هوایی خود را به شدت کاهش داد، و نیروهای امنیت ملی افغانستان دیگر در مهار طالبان دست بالا را نداشتند. بنا بر گزارش سر مفتش ویژه برای بازسازی افغانستان (سیگار) این باعث شد «درون نیروهای امنیت ملی و جمعیت افغانستان حس رهاشدگی ایجاد شود». نیروهای امنیت ملی افغانستان برای حفظ امنیت پس از خروج آمریکا آمادگی کافی نداشتند، که اجازه داد شورش طالبان شکل بگیرد، و نهایتاً منجر به سقوط کابل در ۱۵ اوت ۲۰۲۱ شد.
این توافق توسط کشورهای چین، روسیه و پاکستان حمایت شد و به اتفاق آرا تاییدشده توسط شورای امنیت سازمان ملل درآمد، اگرچه دولت وقت افغانستان شامل آن نشد زیرا طرف معامله نبود.

## شرایط
مفاد این پیمان شامل، خروج تمام نیروهای آمریکایی و ناتو از افغانستان، تعهد طالبان برای جلوگیری از فعالیت‌های القاعده در مناطق تحت کنترل طالبان و مذاکرات بین طالبان و جمهوری اسلامی افغانستان بود. ایالات متحده قبول کرد که اگر طالبان به تعهدات خود عمل کنند، سطح نیروهای خود از ۱۳٬۰۰۰ به ۸٬۶۰۰ در ژوئیه ۲۰۲۰ کاهش خواهد داد و در ۱۴ ماه تمام نیروهای خود را خارج خواهد کرد. ایالات متحده همچنین متعهد به بستن پنج پایگاه نظامی طی ۱۳۵ روز و پایان تحریم‌های اقتصادی علیه طالبان تا ۲۷ اوت سال ۲۰۲۰ شد.

## پیامد

### حملات شورشیان
علیرغم توافق صلح میان ایالات متحده و طالبان، گزارش بر افزایش حملات شورشی علیه نیروهای امنیتی افغانستان در کشور شد. در ۴۵ روز پس از توافق (بین ۱ مارس و ۱۵ آوریل ۲۰۲۰) طالبان بیش از ۴۵۰۰ حملات در افغانستان انجام دادند که یک افزایش بیش از ۷۰٪ در مقایسه با همان دوره در سال قبل را نشان می‌داد. بیشتر از ۹۰۰ نیروی امنیتی افغان در این دوره کشته شدند، در حالی‌که سال قبل در همان دوره حدود ۵۲۰ نیروی افغان کشته شده بودند. در همین حال به دلیل کاهش قابل توجه در تعداد حملات زمینی و هوایی نیروهای افغان و نیروهای ایالات متحده در برابر طالبان، تعداد کشته‌شده‌گان طالبان ۶۱۰ نفر گزارش شد، در مقایسه با سال قبل در همین دوره حدود ۱۶۶۰ نفر کشته شده بودند. سخنگوی پنتاگون جاناتان هافمن گفت که با این وجود که طالبان حملات علیه نیروهای ائتلاف تحت رهبری ایالات متحده را در افغانستان متوقف کرده، خشونت‌های آنها «غیرقابل قبول» بود و «به یک راه حل دیپلماتیک منجر نشد.» وی افزود: «ما همچنان به انجام حملات دفاعی برای کمک به دفاع از شرکای ما در منطقه ادامه خواهیم داد.»

### مذاکرات مبادله زندانی
مذاکرات در اسلو، نروژدر ۱۰ مارس ۲۰۲۰ آغاز شد. ترکیب تیم مذاکره کنندهٔ دولت افغانستان نامشخص بود، زیرا نتایج حاصل از انتخابات ۱۳۹۸ ریاست‌جمهوری افغانستان هنوز مورد مناقشه بود. پس از شروع مذاکرات، دولت افغانستان به منظور تبادل زندانی ۱۰۰۰ سرباز اسیرشده نیروهای امنیتی افغانستان توسط طالبان وادار به آزادی ۵۰۰۰ زندانی طالبان شد.
از آن‌جا که حکومت افغانستان به عنوان یک طرف درگیر در این توافقنامه نبود، در ۱ مارس ۲۰۲۱ غنی اظهار کرد که او مبادلهٔ زندانیان را رد می‌کند: «دولت افغانستان هیچ تعهدی به آزادی ۵٬۰۰۰ زندانی طالبان ندارد. [...] آزادی زندانیان نزد ایالات متحده نیست، بلکه نزد دولت افغانستان است.» غنی همچنین اظهار داشت که هر گونه تبادل زندانی «نمی‌تواند یک پیش نیاز برای مذاکرات باشد»، اما باید «بخشی از» مذاکرات باشد. در ۲ مارس یک سخنگوی طالبان اظهار داشت که آنها «به‌طور کامل آماده» برای مذاکرات درون افغانستان بودند، اما اگر این زندانیان آنها آزاد نشوند، هیچ مذاکره‌ای وجود نخواهد داشت. وی همچنین گفت که دوره توافق‌شده برای کاهش خشونت به پایان رسیده است و عملیات علیه نیروهای دولتی افغانستان می‌تواند از سر گرفته شود.